# Zeměžluč přímořská
Zeměžluč přímořská (Centaurium littorale) je jednoletá nebo dvouletá bylina z čeledi hořcovitých.

## Ohrožení
V ČR je zeměžluč přímořská hodnocena v Červeném seznamu cévnatých rostlin jako druh kriticky ohrožený – C1t.